# Panel detector plano

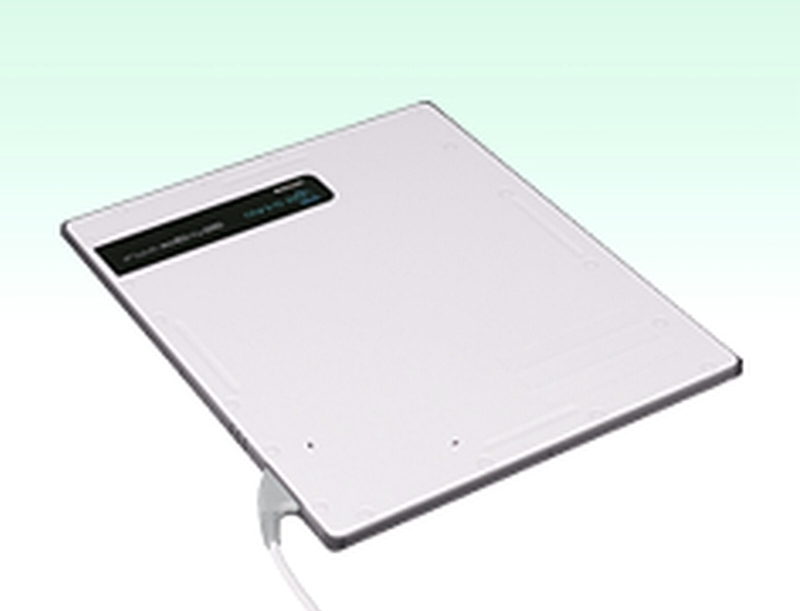
Panel detector plano utilizado en radiología digital

Un  panel detector plano  es un dispositivo que permite realizar una radiografía proporcionando una imagen digital radiológica al instante. Se fabrican en dos topologías: en formato "cassette" o integrados dentro de un equipo. En general, se hace referencia a este tipo de dispositivo bajo las siglas DR para "radiología digital" a diferencia de los otros sistemas que funcionan únicamente con "cassette escaneable en dos pasos " (placa de fósforo fotoestimulable PSP) llamados CR "Radiografía computarizada".
Los que funcionan con "cassette" tienen una forma rectangular con una superficie activa que va desde 5 x 5cm hasta 60 x100cm con un espesor de 1 a 10 cm. El tamaño más común utilizado en medicina humana es de 36 x 43 cm (14 x 17 pulgadas).
Según el principio físico utilizado, estos detectores se dividen en dos grupos principales: 

- Detectores de conversión directa: Los rayos X se convierten directamente en una señal eléctrica (tecnología de selenio amorfo)(técnica CMOS)
- Detectores de conversión indirecta: Los rayos X se convierten en fotones (tecnología de silicio amorfo) que a su vez son convertidos en una señal eléctrica.

Los detectores son generalmente bidimensionales, pero hay algunas versiones en las que un detector lineal de una sola dimensión se mueve a una velocidad constante a lo largo de toda la superficie activa del panel (como el escáner típico de ordenador ), generando la segunda dimensión.